# Episodi di Asterix & Obelix: Il duello dei capi
La miniserie animata Asterix & Obelix: Il duello dei capi è uscita internazionalmente su Netflix il 30 aprile 2025 ed è composta da cinque puntate.
| N° | Titolo originale | Titolo italiano | Pubblicato il  |
| -- | ---------------- | --------------- | -------------- |
| 1  | Épisode I        | Episodio I      | 30 aprile 2025 |
| 2  | Épisode II       | Episodio II     | 30 aprile 2025 |
| 3  | Épisode III      | Episodio III    | 30 aprile 2025 |
| 4  | Épisode IV       | Episodio IV     | 30 aprile 2025 |
| 5  | Épisode V        | Episodio V      | 30 aprile 2025 |

## Episodio I
In un flashback ambientato tempo prima, nel 78 avanti Cristo, i piccoli Asterix e Obelix sono continuamente tormentati dal prepotente figlio di un vicino capovillaggio, Elpiubelgalix. Un giorno, istigati dal bullo, per dimostrarsi coraggiosi decidono di rubare il falcetto d'oro dalla capanna del druido Panoramix, attualmente intento a creare una pozione magica nel caso all'allora neo-dittatore romano, Giulio Cesare, vengano idee bellicose dirette verso la loro regione. Durante il furto, Obelix è attratto dall'intruglio e tenta di migliorarne il sapore gettandoci dentro diversi ingredienti. Per mettere loro i bastoni tra le ruote, Elpiubelgalix finge di avere male alla pancia e convince il druido a rientrare nella sua capanna per prendergli un rimedio. Dal panico, i ragazzi si nascondono, ma Obelix casca nel paiolo. Il giorno dopo, Obelix si riprende, per nulla ferito e semplicemente molto affamato. Giocando però con Asterix, Obelix scopre di avere anche ottenuto una forza sovraumana, con il quale batte Elpiubelgalix. Vengono visti da Panoramix, che chiede loro cosa avessero messo nella pozione; riesce così finalmente a ricrearla, scoprendo però che ha effetti temporanei, mentre Obelix ha ottenuto effetti permanenti.
Grazie a questa scoperta, i Galli sono sempre stati in grado di contrastare i romani per gli anni a venire, rimanendo l'unico angolo della Gallia inconquistato dall'Impero romano.

## Episodio II
La vicenda torna nel 50 avanti Cristo. Tutta la Gallia è occupata dai romani, fatta eccezione per il piccolo villaggio di irriducibili Galli che hanno continuato a resistere all'invasore grazie all'ausilio della loro pozione magica che dona a loro una forza sovraumana.
A Roma, mentre si cerca un modo per celebrare le gesta di Cesare, la giovane archivista Metadata, nipote del centurione Fastendfurius, informa Cesare che esiste una tradizione gallica chiamata "Duello dei Capi", che permette al capo di una tribù di sfidarne un altro e prendere possesso del villaggio della tribù sconfitta. L'idea quindi è di sfidare il capo degli Irriducibili con il capo di un villaggio gallo sotto il controllo dell'Impero Romano. 
Si decide così di fare del duello l'evento principale della celebrazione e Cesare manda Fastendfurius e Metadata in Gallia, dove con l'aiuto del generale Inpsus, a capo di uno degli accampamenti attorno al villaggio, decidono di affidare il compito a Elpiubelgalix, che comanda il suo villaggio idolatrando Roma e i suoi costumi. Inpsus però ricorda a loro del dettaglio della pozione magica, così Metadata suggerisce semplicemente di incapacitare Panoramix, mentre Fastendfurius ordina invece di ucciderlo. Inpsus e tre soldati sono mandati a catturare il druido, ma le sue urla attirano le attenzioni di Asterix e Obelix. Nella corsa, Asterix inciampa e rovescia la sua borraccia di pozione mentre Obelix lancia un menhir contro i romani, ma colpisce accidentalmente Panoramix. I romani tornano al campo credendo che il druido sia morto schiacciato, poi vanno a rassicurare Elpiubelgalix che i galli non potranno usufruire della pozione. Al villaggio, Panoramix riprende fortunatamente conoscenza, ma la botta gli ha fatto perdere la memoria e lo ha fatto impazzire.

## Episodio III
Elpiubelgalix va al villaggio degli irriducibili e sfida ufficialmente Abraracourcix, ma vedendo Panoramix vivo e vegeto fugge tornando all'accampamento. Con Abraracourcix fuori forma, i galli cercano di aiutare Panoramix a creare nuovamente la pozione magica, invano. Mentre i romani iniziano a mettere su uno stadio per il duello sotto la supervisione di Cesare, non lontano dal villaggio, Elpiubelgalix informa i romani che Panoramix è ancora vivo. Inpsus è mandato a spiare i galli, ma viene scoperto; anziché essere malmenato, gli viene offerto di bere le pozioni che il folle druido sta preparando, ma gli fanno solo cambiare il colore della pelle. L’ultima pozione sembra farlo tornare normale, ma in realtà lo fa galleggiare in aria, cosa grazie a cui riesce a fuggire e tornare al campo romano. Una volta appurato che gli irriducibili sono privi della pozione, i romani e Elpiubelgalix si preparano allo scontro, mentre Abraracourcix si allena con Matusalemix per duellare con il possente rivale. Frattanto, Asterix e Obelix (i quali non fanno altro che litigare dall'incidente) vengono mandati da Ayurveda, una strega gotica strizzacervelli, per vedere se può sistemare Panoramix, il quale tra l’altro è un suo vecchio amico;  tornati al villaggio, però, nell'illustrarle cosa è successo al druido, Obelix la colpisce per sbaglio con un menhir e anche lei impazzisce come il druido.

## Episodio IV
Mentre lo stadio si riempie, gli irriducibili si rendono conto che Abraracourcix non ha speranze ma esiste una clausola nelle regole per il duello: si può appuntare un sostituto e capo temporaneo del villaggio. Obelix viene così nominato capo temporaneo, seppur lui sia ancora molto demoralizzato dagli ultimi eventi e dalle liti con Asterix. A questa sostituzione, i romani non possono fare nulla se non far buon viso a cattivo gioco. Durante l'attesa, sorvegliando i due druidi ammattiti alla fiera innalzata attorno allo stadio, Asterix porta da mangiare a Obelix, borbottando tra sé di come l'amico sia inadatto al potere. Obelix lo sente e in un impeto d'ira lo bandisce dal villaggio. Comincia il duello, ma Obelix si fa prendere dall'ansia da palcoscenico e sviene all'istante. Elpiubelgalix viene così dichiarato vincitore.

## Episodio V
Obelix perde lo scontro e Elpiubelgalix viene dichiarato nuovo capo degli irriducibili, che diventano così cittadini romani. Il pubblico è scontento, perché in realtà il duello non si è svolto e, nella calca, Elpiubelgalix colpisce Panoramix, che ritrova la memoria. Asterix ha un'idea e sfida Elpiubelgalix, sfruttando il fatto di essere stato bandito da Obelix e quindi di essere rimasto l'unico gallo ancora libero. Nonostante il pubblico romano voglia che lo scontro si svolga, Cesare rifiuta e fa comunque bombardare il villaggio degli Irriducibili. Metadata si sente in colpa, non volendo assolutamente che venga versato sangue inutile, e decide di aiutare Panoramix a tornare al villaggio per preparare la pozione, mentre Asterix sfugge alle truppe romane aiutato dai suoi amici. Proprio in quel momento, Obelix si riprende e aiuta così gli Irriducibili a tornare in fretta al villaggio, ma sono battuti sul tempo da Fastenfurios, che sequestra la pozione appena preparata da Panoramix e la fornisce ai legionari. Con Obelix sopraffatto dai potenziati nemici, gli irriducibili decidono di affrontare una battaglia persa, ma proprio allora si rivela che Panoramix ha segretamente ritoccato la pozione con gli ingredienti sbagliati. I soldati romani iniziano quindi a fluttuare nel cielo e a illuminarsi di diversi colori. Abraracourcix fa ritorno allo stadio e si prepara a scontrarsi in un duello legittimo. Tuttavia, vedendo sua madre soddisfatta per la serata, il pubblico schierato verso gli irriducibili e il suo esercito impossibilitato a combattere, Cesare decide di graziare gli avversari. L'ultimo rimasto è Elpiubelgalix, nascostosi vigliaccamente durante la rivolta, che si congratula con Abraracourcix, ma questi lo mette KO con un solo pugno. Al consueto banchetto di fine avventura al villaggio, alla quale sono anche invitate Metadata e una ripresa Ayurveda, si festeggia la vittoria e Asterix e Obelix fanno pace.

Al termine dei titoli di coda è presente un breve cortometraggio in animazione tradizionale su due cinghiali che, durante il corso della storia, tentano di derubare l'orto dei galli, protetto da una feroce oca.